# Léopold FC
El Royal Léopold FC es un equipo de fútbol belga de los municipios de Woluwe-Saint-Lambert y Uccle en Bruselas capital. El club está afiliado a la KBVB con la matrícula n.º 5 y es el club en activo más longevo de la ciudad de Bruselas. Llegó a jugar en Primera división, pero desde los años 40 del siglo XX cayó a las divisiones provinciales. A lo largo de su historia ha sufrido numerosos cambios de nombre y fusiones con clubes vecinos para mantener al club vivo. Actualmente juega en la Primera Provincial de Brabante, el sexto nivel de fútbol en el país.

## Historia
Se funda el 11 de febrero de 1893 por el Baron Albert de Bassompierre, lo que lo convierte en el club decano de Bruselas que continúa en activo. Como tributo al rey Leopoldo I de Bélgica, el club es bautizado Léopold Football Club, un club para las clases altas y burguesía de Bruselas. Léopold FC fue uno de los fundadores de la Unión Belga de Sociedades de Deportes Atléticos, la predecesora de la RBFA, el 1 de septiembre de 1895. El equipo tenía los colores rojo y blanco y jugaba en Uccle.
El club jugó la primera edición de la Primera División en 1895/96, en la cual terminaron en quinto puesto. Se mantuvieron en la categoría hasta la campaña 1911/12, cuando acabaron colistas y descendieron. Al siguiente año (1912/13), Léopold Club terminó segundo de la Segunda División y retornó a Primera en la 1913/14. Sólo duró un año en la élite, terminaron últimos y regresarían a segunda, volviendo a competir en el año 1919 tras la Primera Guerra Mundial. El 21 de agosto de 1921 recibe el título 'Real' y pasa a llamarse Royal Léopold Club. Se mantendría en Segunda hasta la temporada 1925/26, cuando terminaron 10.º de 14 equipos, pero debido a la reforma de las divisiones fueron descendidos a Tercera División. Disputaría unas cuantas temporadas en tercera de cuando en cuando, pero al final acabó hundiéndose en las categorías provinciales.
Pasa a llamarse Royal Léopold FC en 1954, Royal Léopold FC Woluwe en 1959 y Royal Léopold FC Bruxelles en 1961.
Finalmente han intentado salvar el club con muchas fusiones con otros clubes que han desaparecido. Afortunadamente el número de matrícula 5 se mantuvo con cada fusión. En 1982 se fusiona Léopold Club con CS Racing Uccle (Cercle Sportif Racing Uccle, matrícula 7949) para formar Royal Léopold FC d'Uccle.
En 1990 se fusiona con Royal Uccle Sport (matrícula 15) para formar Royal Uccle-Léopold FC. Uccle Sport fue fundado en 1901 y como el Léopold, había disputado algunos años en Primera, pero vagaba por niveles provinciales.
En 1996 se fusiona con Royal CS La Forestoise (matrícula 51) y pasa a llamarse Royal Uccle Forestoise Léopold. RCS La Forestoise, de Bruselas, también disputó unos años en Primera, ahora era un equipo de provincial.
En 2001 se une al RCS Saint-Josse (matrícula 83) para llamarse Royal Léopold Uccle Forestoise. En la campaña 2003/04 este club resultante volvía a los niveles nacionales por primera vez desde 1954, pero finalizó antepenúltimo y descendió. Tras una temporada en Provincial, volvieron a la Cuarta División en 2005/06. Volvió a cambiar de nombre a Royal Léopold Uccle FC en 2005. En 2008 descendieron a Primera Provincial, pero ganaron el campeonato en 2010, ascendiendo de nuevo a Cuarta. Se cambia a Léopold Uccle-Woluwe FC en 2013. El equipo sénior se fue a jugar al Fallon Stadium en Woluwe-Saint-Lambert, donde Léopold Club había tenido que dejar el sitio para el White Star AC en lo años 60. La cantera continuó jugando en el complejo de Neerinstall. En 2014 se acorta el nombre a Royal Léopold FC.
Actualmente el club juega en la Primera Provincial de Brabante.

## Palmarés
- Primera División:

segundo (1): 1901/02
- Challenge international du Nord:

ganador (3): 1898, 1899
finalista (1): 1901
- Máximo goleador de Segunda División:

ganador (2): 1920 (Georges Michel), 1922 (Georges Michel)

## Temporada a temporada
| Temporada | División | División | División | División | División | División | División | División | División | Denominación                                          | Puntos                                                | Observaciones                                                   |                                        |
| | I        | I        | II       | III      | P.II     | P.III    |          |          |          |                                                       |                                                       |                                                                 |                                        |
| --- | -------- | -------- | -------- | -------- | -------- | -------- | -------- | -------- | -------- | ----------------------------------------------------- | ----------------------------------------------------- | --------------------------------------------------------------- | -------------------------------------- |
| como Léopold Club de Bruxelles                                                                                       |          |          |          |          |          |          |          |          |          |                                                       |                                                       |                                                                 |                                        |
| 1895/96 | 5        | 5        |          |          |          |          |          |          |          | Primera                                               | 12                                                    |                                                                 |                                        |
| 1896/97 | 4        | 4        |          |          |          |          |          |          |          | Primera                                               | 8                                                     |                                                                 |                                        |
| 1897/98 | 3        | 3        |          |          |          |          |          |          |          | Primera                                               | 8                                                     |                                                                 |                                        |
| 1898/99 | 3        | 3        |          |          |          |          |          |          |          | Primera                                               | 7                                                     |                                                                 |                                        |
| 1899/00 | 5        | 5        |          |          |          |          |          |          |          | Primera                                               | 9                                                     |                                                                 |                                        |
| 1900/01 | 3        | 3        |          |          |          |          |          |          |          | Primera                                               | 23                                                    |                                                                 |                                        |
| 1901/02 | 2        | 2        |          |          |          |          |          |          |          | Primera B                                             | 10                                                    | Segundo en la ronda final del campeonato                        |                                        |
| 1902/03 | 1        | 1        |          |          |          |          |          |          |          | Primera A                                             | 13                                                    | Cuarto en la ronda final del campeonato                         |                                        |
| 1903/04 | 2        | 2        |          |          |          |          |          |          |          | Primera B                                             | 10                                                    | Cuarto en la ronda final del campeonato                         |                                        |
| 1904/05 | 9        | 9        |          |          |          |          |          |          |          | Primera                                               | 14                                                    |                                                                 |                                        |
| 1905/06 | 6        | 6        |          |          |          |          |          |          |          | Primera                                               | 16                                                    |                                                                 |                                        |
| 1906/07 | 7        | 7        |          |          |          |          |          |          |          | Primera                                               | 11                                                    |                                                                 |                                        |
| 1907/08 | 9        | 9        |          |          |          |          |          |          |          | Primera                                               | 8                                                     |                                                                 |                                        |
| 1908/09 | 11       | 11       |          |          |          |          |          |          |          | Primera                                               | 10                                                    |                                                                 |                                        |
| 1909/10 | 10       | 10       |          |          |          |          |          |          |          | Primera                                               | 13                                                    |                                                                 |                                        |
| 1910/11 | 9        | 9        |          |          |          |          |          |          |          | Primera                                               | 18                                                    |                                                                 |                                        |
| 1911/12 | 12       | 12       |          |          |          |          |          |          |          | Primera                                               | 10                                                    |                                                                 |                                        |
| 1912/13 |          |          | 2        |          |          |          |          |          |          | Segunda                                               | 35                                                    |                                                                 |                                        |
| 1913/14 | 12       | 12       |          |          |          |          |          |          |          | Primera                                               | 9                                                     |                                                                 |                                        |
| 1914/15 |          |          |          |          |          |          |          |          |          |                                                       |                                                       | sin competición por I Guerra Mundial                            |                                        |
| 1915/16 |          |          |          |          |          |          |          |          |          |                                                       |                                                       | sin competición por I Guerra Mundial                            |                                        |
| 1916/17 |          |          |          |          |          |          |          |          |          |                                                       |                                                       | sin competición por I Guerra Mundial                            |                                        |
| 1917/18 |          |          |          |          |          |          |          |          |          |                                                       |                                                       | sin competición por I Guerra Mundial                            |                                        |
| 1918/19 |          |          |          |          |          |          |          |          |          |                                                       |                                                       | sin competición por I Guerra Mundial                            |                                        |
| 1919/20 |          |          | 10       |          |          |          |          |          |          | Segunda                                               | 17                                                    |                                                                 |                                        |
| como Royal Léopold Club de Bruxelles                                                                                 |          |          |          |          |          |          |          |          |          |                                                       |                                                       |                                                                 |                                        |
| 1920/21 |          |          | 10       |          |          |          |          |          |          | Segunda                                               | 17                                                    |                                                                 |                                        |
| 1921/22 |          |          | 9        |          |          |          |          |          |          | Segunda                                               | 21                                                    |                                                                 |                                        |
| 1922/23 |          |          | 13       |          |          |          |          |          |          | Segunda                                               | 14                                                    |                                                                 |                                        |
| 1923/24 |          |          | 4        |          |          |          |          |          |          | Segunda B                                             | 35                                                    |                                                                 |                                        |
| 1924/25 |          |          | 6        |          |          |          |          |          |          | Segunda B                                             | 28                                                    |                                                                 |                                        |
| 1925/26 |          |          | 10       |          |          |          |          |          |          | Segunda B                                             | 18                                                    | Descenso por reducción de Primera División                      |                                        |
| 1926/27 |          |          |          | 11       |          |          |          |          |          | Tercera C                                             | 21                                                    | Victoria 3-2 en la ronda final de descenso contra RFC Huy       |                                        |
| 1927/28 |          |          |          | 13       |          |          |          |          |          | Tercera C                                             | 20                                                    |                                                                 |                                        |
| 1928/29 |          |          |          |          | 2        |          |          |          |          | Tweede Prov. Brab.                                    | 37                                                    |                                                                 |                                        |
| 1929/30 |          |          |          |          | 3        |          |          |          |          | Tweede Prov. Brab.                                    | 33                                                    |                                                                 |                                        |
| 1930/31 |          |          |          |          | 2        |          |          |          |          | Tweede Prov. Brab.                                    | 31                                                    |                                                                 |                                        |
| 1931/32 |          |          |          | 11       |          |          |          |          |          | Tercera B                                             | 18                                                    |                                                                 |                                        |
| 1932/33 |          |          |          | 13       |          |          |          |          |          | Tercera A                                             | 18                                                    |                                                                 |                                        |
| | I        | I        | II       | III      | P.I      | P.II     | P.III    | P.IV     |          |                                                       |                                                       |                                                                 |                                        |
| 1933/34 |          |          |          |          | 9        |          |          |          |          | Primera Prov. Brab                                    | 25                                                    |                                                                 |                                        |
| 1934/35 |          |          |          |          | 8        |          |          |          |          | Primera Prov. Brab                                    | 26                                                    |                                                                 |                                        |
| 1935/36 |          |          |          |          | 13       |          |          |          |          | Primera Prov. Brab                                    | 19                                                    |                                                                 |                                        |
| 1936/37 |          |          |          |          |          | 2        |          |          |          | Segunda Prov. Brab                                    | 42                                                    |                                                                 |                                        |
| 1937/38 |          |          |          |          |          | 3        |          |          |          | Segunda Prov. Brab                                    | 38                                                    |                                                                 |                                        |
| 1938/39 |          |          |          |          |          | 5        |          |          |          | Segunda Prov. Brab                                    | 34                                                    |                                                                 |                                        |
| 1939/40 |          |          |          |          |          | 5        |          |          |          | Segunda Prov. Brab                                    | 13                                                    |                                                                 |                                        |
| 1940/41 |          |          |          |          |          |          |          |          |          |                                                       |                                                       | sin competición por II Guerra Mundial                           |                                        |
| 1941/42 |          |          |          |          |          | 5        |          |          |          | Segunda Prov. Brab                                    | 17                                                    |                                                                 |                                        |
| 1942/43 |          |          |          |          |          | 8        |          |          |          | Segunda Prov. Brab                                    | 23                                                    |                                                                 |                                        |
| 1943/44 |          |          |          |          |          | 6        |          |          |          | Segunda Prov. Brab                                    | 21                                                    |                                                                 |                                        |
| 1944/45 |          |          |          |          |          | 7        |          |          |          | Segunda Prov. Brab                                    | 18                                                    |                                                                 |                                        |
| 1945/46 |          |          |          |          |          | 7        |          |          |          | Segunda Prov. Brab                                    | 38                                                    |                                                                 |                                        |
| 1946/47 |          |          |          |          |          | 15       |          |          |          | Segunda Prov. Brab                                    | 10                                                    |                                                                 |                                        |
| 1947/48 |          |          |          |          |          |          | 3        |          |          | Tercera Prov. Brab                                    | 23                                                    |                                                                 |                                        |
| 1948/49 |          |          |          |          |          |          | 1        |          |          | Tercera Prov. Brab                                    | 44                                                    |                                                                 |                                        |
| 1949/50 |          |          |          |          |          | 1        |          |          |          | Segunda Prov. Brab                                    | 47                                                    |                                                                 |                                        |
| 1950/51 |          |          |          |          | 2        |          |          |          |          | Primera Prov. Brab                                    | 39                                                    |                                                                 |                                        |
| 1951/52 |          |          |          | 12       |          |          |          |          |          | Tercera A                                             | 24                                                    |                                                                 |                                        |
| | I        | I        | II       | III      | IV       | P.I      | P.II     | P.III    | P.IV     | desde 1952/53 hay 4 niveles nacionales                | desde 1952/53 hay 4 niveles nacionales                | desde 1952/53 hay 4 niveles nacionales                          | desde 1952/53 hay 4 niveles nacionales |
| 1952/53 |          |          |          |          | 13       |          |          |          |          | Cuarta B                                              | 25                                                    |                                                                 |                                        |
| 1953/54 |          |          |          |          | 15       |          |          |          |          | Cuarta C                                              | 23                                                    |                                                                 |                                        |
| 1954/55 |          |          |          |          |          | 12       |          |          |          | Primera Prov. Brab                                    | 25                                                    |                                                                 |                                        |
| 1955/56 |          |          |          |          |          |          | 6        |          |          | Segunda Prov. Brab                                    | 33                                                    |                                                                 |                                        |
| 1956/57 |          |          |          |          |          |          | 2        |          |          | Segunda Prov. Brab                                    | 38                                                    |                                                                 |                                        |
| 1957/58 |          |          |          |          |          |          | 2        |          |          | Segunda Prov. Brab                                    | 42                                                    |                                                                 |                                        |
| 1958/59 |          |          |          |          |          |          | 5        |          |          | Segunda Prov. Brab                                    | 36                                                    |                                                                 |                                        |
| 1959/60 |          |          |          |          |          |          | 7        |          |          | Segunda Prov. Brab                                    | 33                                                    |                                                                 |                                        |
| 1960/61 |          |          |          |          |          |          | 14       |          |          | Segunda Prov. Brab                                    | 18                                                    |                                                                 |                                        |
| 1961/62 |          |          |          |          |          |          |          | 6        |          | Tercera Prov. Brab                                    | 33                                                    |                                                                 |                                        |
| 1962/63 |          |          |          |          |          |          |          | 4        |          | Tercera Prov. Brab                                    | 37                                                    |                                                                 |                                        |
| 1963/64 |          |          |          |          |          |          |          | 7        |          | Tercera Prov. Brab                                    | 27                                                    |                                                                 |                                        |
| 1964/65 |          |          |          |          |          |          |          | 4        |          | Tercera Prov. Brab                                    | 29                                                    |                                                                 |                                        |
| 1965/66 |          |          |          |          |          |          |          | 3        |          | Tercera Prov. Brab                                    | 35                                                    |                                                                 |                                        |
| 1966/67 |          |          |          |          |          |          |          | 10       |          | Tercera Prov. Brab                                    | 23                                                    |                                                                 |                                        |
| 1967/68 |          |          |          |          |          |          |          | 11       |          | Tercera Prov. Brab                                    | 23                                                    |                                                                 |                                        |
| 1968/69 |          |          |          |          |          |          |          | 9        |          | Tercera Prov. Brab                                    | 21                                                    |                                                                 |                                        |
| 1969/70 |          |          |          |          |          |          |          | 7        |          | Tercera Prov. Brab                                    | 23                                                    |                                                                 |                                        |
| 1970/71 |          |          |          |          |          |          |          | 1        |          | Tercera Prov. Brab                                    | 46                                                    |                                                                 |                                        |
| 1971/72 |          |          |          |          |          |          | 11       |          |          | Segunda Prov. Brab                                    | 26                                                    |                                                                 |                                        |
| 1972/73 |          |          |          |          |          |          | 15       |          |          | Segunda Prov. Brab                                    | 24                                                    |                                                                 |                                        |
| 1973/74 |          |          |          |          |          |          |          | 4        |          | Tercera Prov. Brab                                    | 38                                                    |                                                                 |                                        |
| 1974/75 |          |          |          |          |          |          |          | 4        |          | Tercera Prov. Brab                                    | 36                                                    |                                                                 |                                        |
| 1975/76 |          |          |          |          |          |          |          | 15       |          | Tercera Prov. Brab                                    | 17                                                    |                                                                 |                                        |
| 1976/77 |          |          |          |          |          |          |          |          | 1        | Cuarta Prov. Brab                                     | 43                                                    |                                                                 |                                        |
| 1977/78 |          |          |          |          |          |          |          | 4        |          | Tercera Prov. Brab                                    | 37                                                    |                                                                 |                                        |
| 1978/79 |          |          |          |          |          |          |          | 9        |          | Tercera Prov. Brab                                    | 30                                                    |                                                                 |                                        |
| 1979/80 |          |          |          |          |          |          |          | 6        |          | Tercera Prov. Brab                                    | 37                                                    |                                                                 |                                        |
| 1980/81 |          |          |          |          |          |          |          | 6        |          | Tercera Prov. Brab                                    | 34                                                    |                                                                 |                                        |
| 1981/82 |          |          |          |          |          |          |          | 5        |          | Tercera Prov. Brab                                    | 33                                                    |                                                                 |                                        |
| como Royal Léopold Football Club d'Uccle (fusión de Royal Léopold Club de Bruxelles con Cercle Sportif Racing Uccle) |          |          |          |          |          |          |          |          |          |                                                       |                                                       |                                                                 |                                        |
| 1982/83 |          |          |          |          |          |          |          | 4        |          | Tercera Prov. Brab                                    | 37                                                    |                                                                 |                                        |
| 1983/84 |          |          |          |          |          |          |          | 4        |          | Tercera Prov. Brab                                    | 41                                                    |                                                                 |                                        |
| 1984/85 |          |          |          |          |          |          |          | 8        |          | Tercera Prov. Brab                                    | 32                                                    |                                                                 |                                        |
| 1985/86 |          |          |          |          |          |          |          | 13       |          | Tercera Prov. Brab                                    | 19                                                    |                                                                 |                                        |
| 1986/87 |          |          |          |          |          |          |          | 3        |          | Tercera Prov. Brab                                    | 42                                                    |                                                                 |                                        |
| 1987/88 |          |          |          |          |          |          |          | 1        |          | Tercera Prov. Brab                                    | 46                                                    |                                                                 |                                        |
| 1988/89 |          |          |          |          |          |          | 10       |          |          | Segunda Prov. Brab                                    | 27                                                    |                                                                 |                                        |
| 1989/90 |          |          |          |          |          |          | 7        |          |          | Segunda Prov. Brab                                    | 34                                                    |                                                                 |                                        |
| como Royal Uccle-Léopold FC (fusión de Royal Léopold FC d'Uccle con Royal Uccle Sport)                               |          |          |          |          |          |          |          |          |          |                                                       |                                                       |                                                                 |                                        |
| 1990/91 |          |          |          |          |          |          | 9        |          |          | Segunda Prov. Brab                                    | 29                                                    |                                                                 |                                        |
| 1991/92 |          |          |          |          |          |          | 8        |          |          | Segunda Prov. Brab                                    | 31                                                    |                                                                 |                                        |
| 1992/93 |          |          |          |          |          |          | 9        |          |          | Segunda Prov. Brab                                    | 29                                                    |                                                                 |                                        |
| 1993/94 |          |          |          |          |          |          | 12       |          |          | Segunda Prov. Brab                                    | 25                                                    |                                                                 |                                        |
| 1994/95 |          |          |          |          |          |          | 7        |          |          | Segunda Prov. Brab                                    | 35                                                    |                                                                 |                                        |
| 1995/96 |          |          |          |          |          |          | 5        |          |          | Segunda Prov. Brab                                    | 50                                                    |                                                                 |                                        |
| como Royal Uccle Forestoise Léopold (fusión de Royal Uccle-Léopold FC con Royal CS La Forestoise)                    |          |          |          |          |          |          |          |          |          |                                                       |                                                       |                                                                 |                                        |
| 1996/97 |          |          |          |          |          |          | 3        |          |          | Segunda Prov. Brab                                    | 63                                                    |                                                                 |                                        |
| 1997/98 |          |          |          |          |          |          | 1        |          |          | Segunda Prov. Brab                                    | 71                                                    |                                                                 |                                        |
| 1998/99 |          |          |          |          |          | 4        |          |          |          | Primera Prov. Brab                                    | 53                                                    |                                                                 |                                        |
| 1999/00 |          |          |          |          |          | 3        |          |          |          | Primera Prov. Brab                                    | 57                                                    |                                                                 |                                        |
| 2000/01 |          |          |          |          |          | 15       |          |          |          | Primera Prov. Brab                                    | 32                                                    |                                                                 |                                        |
| como Royal Léopold Uccle Forestoise (fusión de Royal Uccle Forestoise Léopold con RCS Saint-Josse)                   |          |          |          |          |          |          |          |          |          |                                                       |                                                       |                                                                 |                                        |
| 2001/02 |          |          |          |          |          | 5        |          |          |          | Primera Prov. Brab                                    | 47                                                    |                                                                 |                                        |
| 2002/03 |          |          |          |          |          | 2        |          |          |          | Primera Prov. Brab                                    | 61                                                    |                                                                 |                                        |
| 2003/04 |          |          |          |          | 14       |          |          |          |          | Cuarta B                                              | 29                                                    |                                                                 |                                        |
| 2004/05 |          |          |          |          |          | 1        |          |          |          | Primera Prov. Brab                                    | 72                                                    |                                                                 |                                        |
| como Royal Léopold Uccle FC                                                                                          |          |          |          |          |          |          |          |          |          |                                                       |                                                       |                                                                 |                                        |
| 2005/06 |          |          |          |          | 4        |          |          |          |          | Cuarta B                                              | 49                                                    |                                                                 |                                        |
| 2006/07 |          |          |          |          | 13       |          |          |          |          | Cuarta B                                              | 30                                                    | Permanencia asegurada en la ronda final                         |                                        |
| 2007/08 |          |          |          |          | 14       |          |          |          |          | Cuarta B                                              | 29                                                    |                                                                 |                                        |
| 2008/09 |          |          |          |          |          | 4        |          |          |          | Primera Prov. Brab                                    | 46                                                    |                                                                 |                                        |
| 2009/10 |          |          |          |          |          | 1        |          |          |          | Primera Prov. Brab                                    | 66                                                    |                                                                 |                                        |
| 2010/11 |          |          |          |          | 12       |          |          |          |          | Cuarta D                                              | 33                                                    |                                                                 |                                        |
| 2011/12 |          |          |          |          | 10       |          |          |          |          | Cuarta B                                              | 34                                                    |                                                                 |                                        |
| 2012/13 |          |          |          |          | 6        |          |          |          |          | Cuarta B                                              | 45                                                    |                                                                 |                                        |
| como Léopold Uccle-Woluwe FC                                                                                         |          |          |          |          |          |          |          |          |          |                                                       |                                                       |                                                                 |                                        |
| 2013/14 |          |          |          |          | 3        |          |          |          |          | Cuarta B                                              | 54                                                    | Derrota en la ronda final por el ascenso ante R. Aywaille FC    |                                        |
| como R. Léopold FC                                                                                                   |          |          |          |          |          |          |          |          |          |                                                       |                                                       |                                                                 |                                        |
| 2014/15 |          |          |          |          | 8        |          |          |          |          | Cuarta B                                              | 41                                                    |                                                                 |                                        |
| 2015/16 |          |          |          |          | 8        |          |          |          |          | Cuarta B                                              | 39                                                    |                                                                 |                                        |
| | 1A       | 1B       | 1Am      | 2Am      | 3Am      | P.I      | P.II     | P.III    | P.IV     | desde 2016-17 hay 3 niveles nacionales y 2 regionales | desde 2016-17 hay 3 niveles nacionales y 2 regionales | desde 2016-17 hay 3 niveles nacionales y 2 regionales           |                                        |
| 2016/17 |          |          |          |          | 8        |          |          |          |          | Tercera Div. Aficionada                               | 34                                                    |                                                                 |                                        |
| 2017/18 |          |          |          |          | 12       |          |          |          |          | Tercera Div. Aficionada                               | 32                                                    |                                                                 |                                        |
| 2018/19 |          |          |          |          | 5        |          |          |          |          | Tercera Div. Aficionada                               | 48                                                    | Derrota en la ronda final contra CS Onhaye                      |                                        |
| 2019/20 |          |          |          |          | 15       |          |          |          |          | Tercera Div. Aficionada                               | 18                                                    | Competición se detuvo temprano debido a la pandemia de COVID-19 |                                        |
| 2020/21 |          |          |          |          |          | 11       |          |          |          | Primera Prov. Brab                                    | 4                                                     | Competición se detuvo temprano debido a la pandemia de COVID-19 |                                        |
| 2021/22 |          |          |          |          |          | 1        |          |          |          | Primera Prov. Brab                                    | 70                                                    | ascenso                                                         |                                        |
| 2022/23 |          |          |          |          | 16       |          |          |          |          | División 3                                            | 22                                                    |                                                                 |                                        |
| 2023/24 |          |          |          |          |          | 13       |          |          |          | Primera Prov. Brab                                    | 30                                                    |                                                                 |                                        |
| 2024/25 |          |          |          |          |          | 13       |          |          |          | Primera Prov. Brab                                    | 38                                                    |                                                                 |                                        |

## Nombres
El club también ha pasado por varios cambios de nombre a lo largo de su historia, los cuales han sido:
- Léopold Club (1893-1921)
- Royal Léopold Club (1921-1954)
- Royal Léopold FC (1954-1959)
- Royal Léopold FC Woluwe (1959-1961)
- Royal Léopold FC Bruxelles (1961-1982)
- Royal Léopold FC d'Uccle (1982-1990 tras fusionarse con el CS Racing Uccle)
- Royal Uccle-Léopold FC (1990-1996 tras fusionarse con el Royal Uccle Sport)
- Royal Uccle Forestoise Léopold (1996-2001 tras fusionarse con el RCS La Forestoise)
- Royal Léopold Uccle Forestoise (2001-2005 tras fusionarse con el RCS Saint-Josse)
- Royal Léopold Uccle FC (2005-2013)
- Léopold Uccle-Woluwe FC (2013-2014)
- Royal Léopold FC (2014-)